# Ladoffa scopigera
Ladoffa scopigera är en insektsart som beskrevs av Young 1977. Ladoffa scopigera ingår i släktet Ladoffa och familjen dvärgstritar. Inga underarter finns listade i Catalogue of Life.